# Uruguay Montevideo
Uruguay Montevideo je uruguayský fotbalový klub z Montevidea, který působí k roku 2015 v uruguayské Segunda División Amateur (amatérská 3. liga). Klub byl založen v roce 1921 a svoje domácí utkání hraje na stadionu Parque ANCAP s kapacitou 3 000 diváků.
Klubové barvy jsou modrá a černá.